# Cão de Castro Laboreiro
Il cão de Castro Laboreiro è una razza canina appartenente al gruppo dei Molossoidi. 

## Storia
Con il suo nome strettamente collegato a un piccolo villaggio nelle montagne portoghesi, Castro Laboreiro, dove è possibile trovarlo ancora oggi, questo cane è conosciuto sin da tempi remoti. Infatti non ci sono certezze della sua origine, come nel caso del Cao da Serra da Estrela, deve discendere da un'antica razza che abitava la Penisola Iberica. È conosciuto principalmente in zone limitate dalle montagne della Peneda e dello Suajo e dai fiumi Minho e Lima, a variabili altitudini, ma non sotto i 1400 m s.l.m.. Alcune specie di questa razzo possono anche essere trovate in altri posti lungo le rive del Minho e nella provincia di Douro. Nel centro e nel sud del paese la razza non è quasi conosciuta.

## Descrizione
Il pelo è grosso e resistente, molto duro al tatto, liscio e ordinato, mai scarso in nessuna parte del corpo. I colori privilegiati sono tutte le sfumature del grigio lupo, ma è preferita la sfumatura scura. Su uno stesso esemplare però possono essere presenti tutte le sfumatureLe varie sfumature del grigio lupo. Quella scura è la più diffusa. Sullo stesso individuo può presentarsi tutte le tre varietà di colore: chiara, media e scura, anche su svariate parti del corpo. La coda non viene tagliata, pende fino al garretto, lunga e grossa, a forma di mezzaluna. La testa è di grandezza regolare, leggera ma muscolosa, con uno stop molto poco visibile. 

## Carattere
Un compagno leale, obbediente alla propria famiglia, assolutamente necessario come guardiano dei greggi contro i lupi; è l'ideale cane da guardia per i posti dove è richiesta la sua protezione. Di carattere nobile, con un'espressione severa e forte. Certe volte diventa ostile contro qualcosa, ma mai pericoloso.